# Barry Seal
Barry Seal (16. července 1939 – 19. února 1986) byl americký pilot, který se stal pašerákem drog Medellínského kartelu. V roce 1964 začal pracovat pro společnost Trans World Airlines jako letový inženýr a nakonec se stal kapitánem. Později začal pašovat v malém množství marihuanu, následovně přešel ke kokainu, kterého převážel mnohem větší množství. V prosinci 1979 byl při návratu z Ekvádoru zatčen v Hondurasu. Přestože místní policie nenašla žádný kokain, našla zbraně, kvůli čemuž byl Seal až do července 1980 uvězněn. Později rozšířil svůj podnik a najal si další piloty. Později začal pracovat pro Medelínský kartel, od kterého pašoval kokain z Kolumbie do USA, přičemž za jeden let si vydělal více než milion dolarů. Za několik let byl ze své činnosti obviněn, ale dostal nabídku od agentury DEA, aby donášel informace na kolumbijské drogové kartely. V roce 1986 byl zastřelen muži, vyslanými Medelínským kartelem. V roce 2017 o něm byl natočen film Barry Seal: Nebeský gauner, v němž hlavní roli ztvárnil Tom Cruise.